# 北與野站
北與野站（日语：／ Kita-yono eki */?）是位於埼玉縣埼玉市中央區上落合，屬於東日本旅客鐵道（JR東日本）的鐵路車站。車站編號是JA 25。停靠此站的路線在軌道名稱上屬於東北本線（別線），在運行系統上則是埼京線。

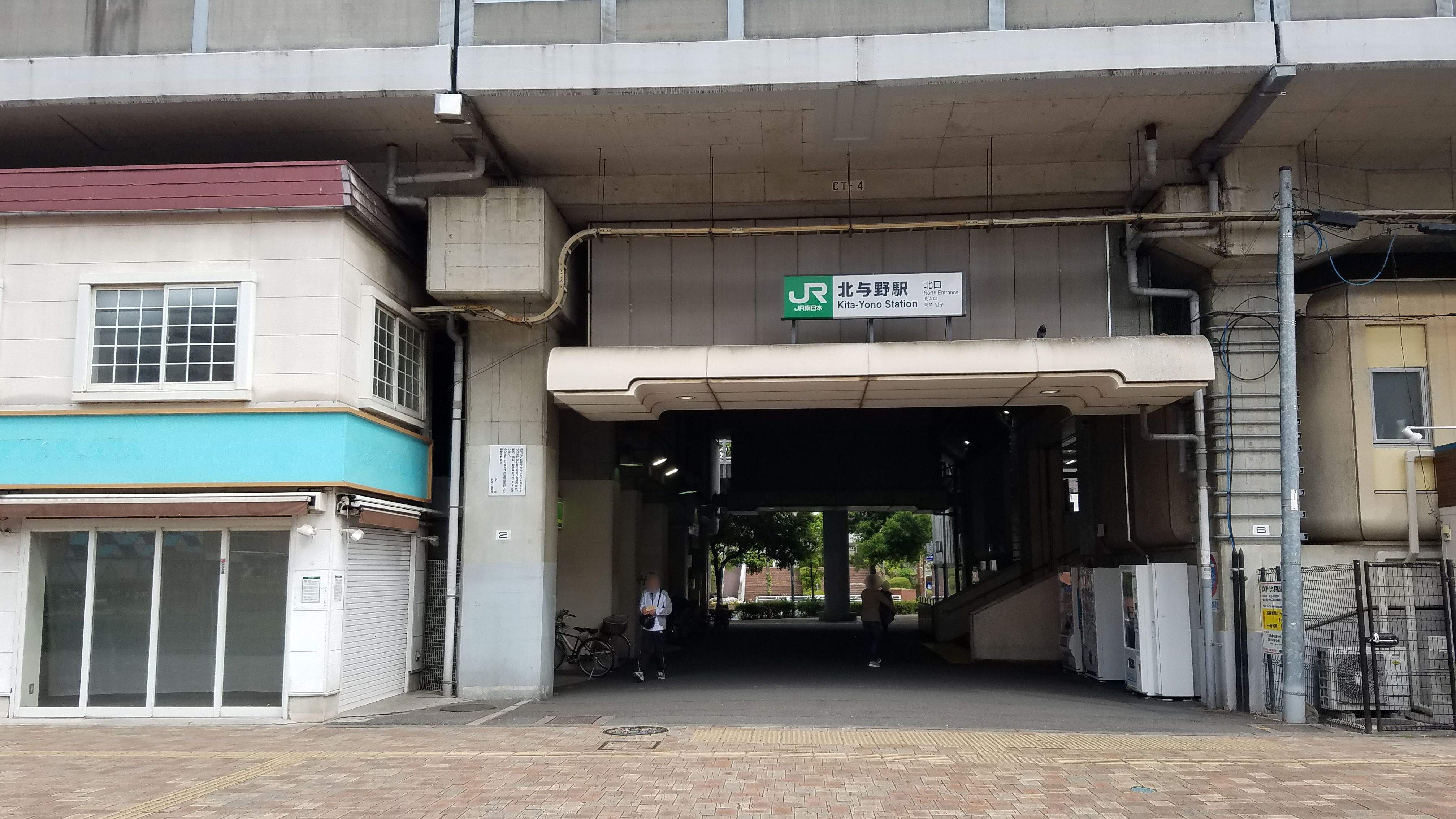
北口(2019年4月)

## 車站構造
本站是高架車站，月台為島式月台1面2線設計。東邊為埼玉新都心站，從本站步行約10分鐘可達。本站的綠色窗口於2007年10月31日停業，除了對號座位車票可以專用售票機購買外，其他票務可到埼玉新都心站辦理。

### 月台配置
| 月台 | 路線   | 方向 | 目的地                       |
| ---- | ------ | ---- | ---------------------------- |
| 1    | 埼京線 | 南行 | 池袋、新宿、大崎、臨海線方向 |
| 2    | 埼京線 | 北行 | 大宮、川越方向               |

（來源：JR東日本:車站構內圖（页面存档备份，存于））

### 車站顏色
1985年（昭和60年）9月30日開業的埼京線各站（全部10個車站）設有車站顏色。現在繼續使用。此站的顏色是藍色。

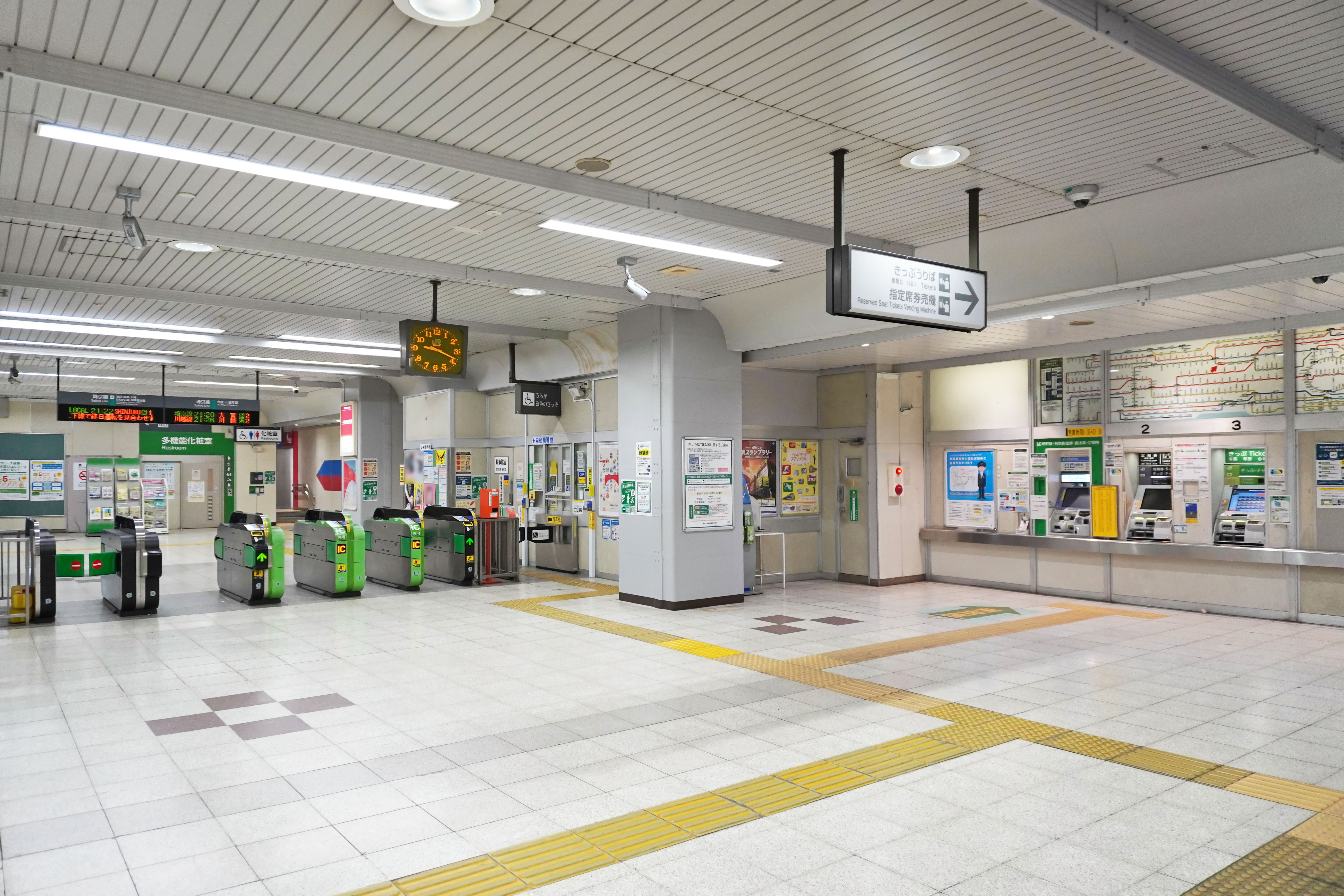
驗票閘口（2023年1月）
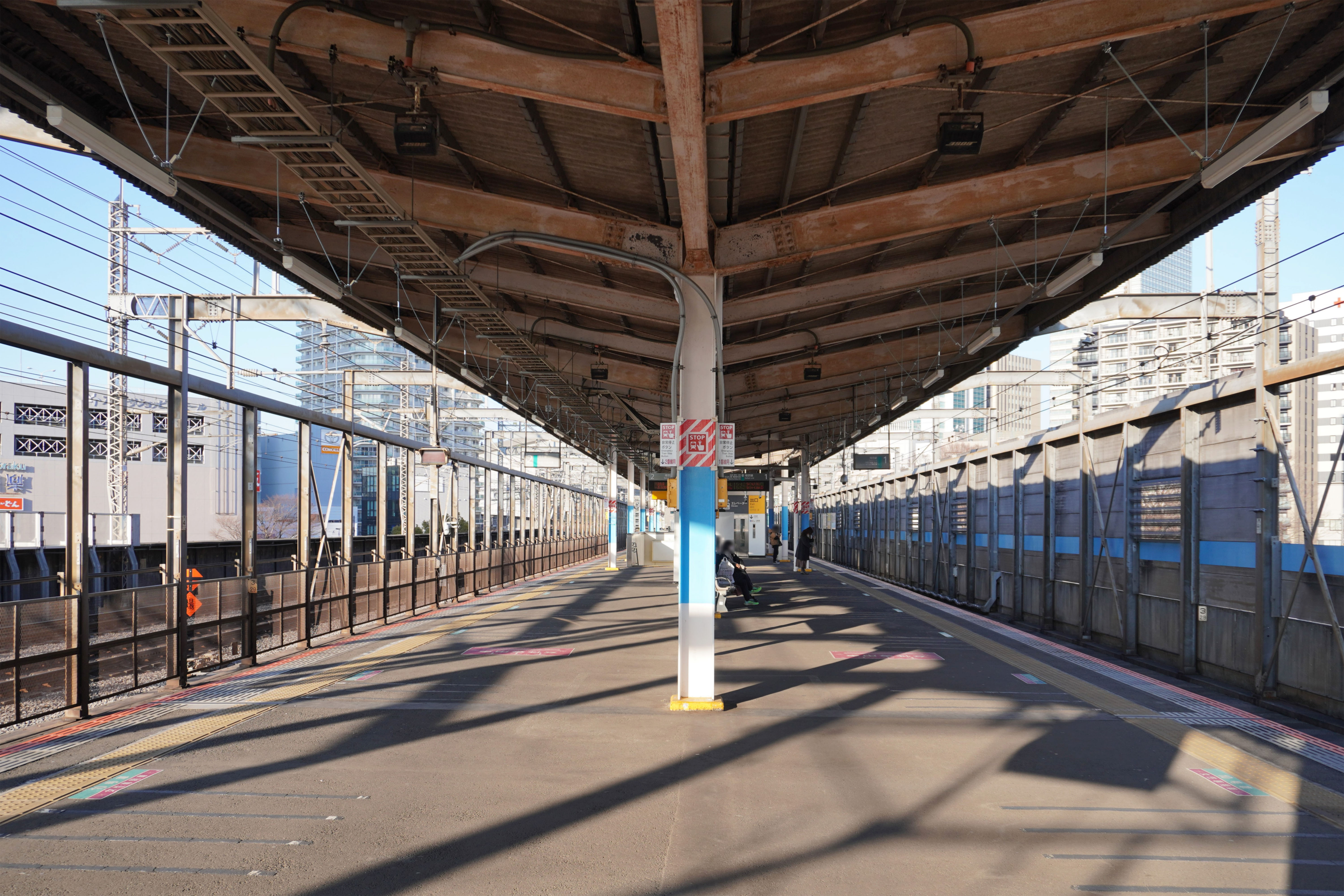
月台（2023年1月）

## 使用情況
2019年（令和元年）度1日平均上車人次為10,489人。
近年的1日平均上車人次的推移如下表。
| 年度               | 1日平均 乗車人員 | 出典     |
| ------------------ | ---------------- | -------- |
| 1985年（昭和60年） | 1,763            |          |
| 1986年（昭和61年） | 2,606            |          |
| 1987年（昭和62年） | 3,179            |          |
| 1988年（昭和63年） | 3,675            |          |
| 1989年（平成元年） | 4,128            |          |
| 1990年（平成02年） | 4,401            |          |
| 1991年（平成03年） | 4,795            |          |
| 1992年（平成04年） | 5,575            |          |
| 1993年（平成05年） | 6,286            |          |
| 1994年（平成06年） | 6,468            |          |
| 1995年（平成07年） | 6,278            |          |
| 1996年（平成08年） | 6,492            |          |
| 1997年（平成09年） | 7,149            |          |
| 1998年（平成10年） | 7,887            |          |
| 1999年（平成11年） | 8,642            | [ * 1 ]  |
| 2000年（平成12年） | 7,380            | [ * 2 ]  |
| 2001年（平成13年） | 7,032            | [ * 3 ]  |
| 2002年（平成14年） | 7,013            | [ * 4 ]  |
| 2003年（平成15年） | 7,070            | [ * 5 ]  |
| 2004年（平成16年） | 7,245            | [ * 6 ]  |
| 2005年（平成17年） | 7,474            | [ * 7 ]  |
| 2006年（平成18年） | 7,753            | [ * 8 ]  |
| 2007年（平成19年） | 8,047            | [ * 9 ]  |
| 2008年（平成20年） | 8,127            | [ * 10 ] |
| 2009年（平成21年） | 8,143            | [ * 11 ] |
| 2010年（平成22年） | 8,071            | [ * 12 ] |
| 2011年（平成23年） | 8,147            | [ * 13 ] |
| 2012年（平成24年） | 8,091            | [ * 14 ] |
| 2013年（平成25年） | 8,455            | [ * 15 ] |
| 2014年（平成26年） | 8,701            | [ * 16 ] |
| 2015年（平成27年） | 9,088            | [ * 17 ] |
| 2016年（平成28年） | 9,346            | [ * 18 ] |
| 2017年（平成29年） | 10,005           | [ * 19 ] |
| 2018年（平成30年） | 10,298           | [ * 20 ] |
| 2019年（令和元年） | 10,489           |          |

備註
1. ↑  1985年9月30日開業。開業日から翌年3月31日までの183日間を集計したデータ。

## 历史
- 1985年（昭和60年）9月30日－本站開業。
- 1987年（昭和62年）4月1日－國鐵分割民營化，本站由JR東日本接手管理。
- 2001年（平成13年）11月18日－智能卡系統Suica正式投入服務。
- 2007年（平成19年）10月31日－本站的綠色窗口停業，以對號座位專用售票機取代。

## 相鄰車站
東日本旅客鐵道
 埼京線
■通勤快速
通過
■快速、■各站停車
與野本町（JA 24）－北與野（JA 25）－大宮（JA 26）

### 使用情況
1. ↑  埼玉県統計年鑑 （页面存档备份，存于） - 埼玉県
2. ↑  さいたま市統計書 （页面存档备份，存于） - さいたま市
3. ↑  . www.city.saitama.jp.   [2020-05-20]. （原始内容存档于2017-10-04）.

JR東日本2000年度以後上車人次
1. ↑  各駅の乗車人員（2000年度） （页面存档备份，存于） - JR東日本
2. ↑  各駅の乗車人員（2001年度） （页面存档备份，存于） - JR東日本
3. ↑  各駅の乗車人員（2002年度） （页面存档备份，存于） - JR東日本
4. ↑  各駅の乗車人員（2003年度） （页面存档备份，存于） - JR東日本
5. ↑  各駅の乗車人員（2004年度） （页面存档备份，存于） - JR東日本
6. ↑  各駅の乗車人員（2005年度） （页面存档备份，存于） - JR東日本
7. ↑  各駅の乗車人員（2006年度） （页面存档备份，存于） - JR東日本
8. ↑  各駅の乗車人員（2007年度） （页面存档备份，存于） - JR東日本
9. ↑  各駅の乗車人員（2008年度） （页面存档备份，存于） - JR東日本
10. ↑  各駅の乗車人員（2009年度） （页面存档备份，存于） - JR東日本
11. ↑  各駅の乗車人員（2010年度） （页面存档备份，存于） - JR東日本
12. ↑  各駅の乗車人員（2011年度） （页面存档备份，存于） - JR東日本
13. ↑  各駅の乗車人員（2012年度） （页面存档备份，存于） - JR東日本
14. ↑  各駅の乗車人員（2013年度） （页面存档备份，存于） - JR東日本
15. ↑  各駅の乗車人員（2014年度） （页面存档备份，存于） - JR東日本
16. ↑  各駅の乗車人員（2015年度） （页面存档备份，存于） - JR東日本
17. ↑  各駅の乗車人員（2016年度） （页面存档备份，存于） - JR東日本
18. ↑  各駅の乗車人員（2017年度） （页面存档备份，存于） - JR東日本
19. ↑  各駅の乗車人員（2018年度） （页面存档备份，存于） - JR東日本
20. ↑  各駅の乗車人員（2019年度） （页面存档备份，存于） - JR東日本

埼玉縣統計年鑑
1. ↑  .   [2020-07-29]. （原始内容存档于2020-02-02）.
2. ↑  .   [2020-07-29]. （原始内容存档于2020-02-02）.
3. ↑  .   [2020-07-29]. （原始内容存档于2020-02-02）.
4. ↑  .   [2020-07-29]. （原始内容存档于2020-02-02）.
5. ↑  .   [2020-07-29]. （原始内容存档于2020-02-02）.
6. ↑  .   [2020-07-29]. （原始内容存档于2020-02-02）.
7. ↑  .   [2020-07-29]. （原始内容存档于2020-02-02）.
8. ↑  .   [2020-07-29]. （原始内容存档于2020-02-02）.
9. ↑  .   [2020-07-29]. （原始内容存档于2020-02-02）.
10. ↑  .   [2020-07-29]. （原始内容存档于2020-02-02）.
11. ↑  .   [2020-07-29]. （原始内容存档于2020-02-02）.
12. ↑  .   [2020-07-29]. （原始内容存档于2020-02-02）.
13. ↑  .   [2020-07-29]. （原始内容存档于2020-02-02）.
14. ↑  .   [2020-07-29]. （原始内容存档于2020-02-02）.
15. ↑  .   [2020-07-29]. （原始内容存档于2020-02-02）.
16. ↑  .   [2020-07-29]. （原始内容存档于2020-02-02）.
17. ↑  .   [2020-07-29]. （原始内容存档于2020-02-02）.
18. ↑  .   [2020-07-29]. （原始内容存档于2020-02-02）.
19. ↑  .   [2020-07-29]. （原始内容存档于2020-02-02）.
20. ↑  .   [2020-07-29]. （原始内容存档于2020-03-18）.

## 外部連結
- 車站資訊（北與野）：東日本旅客鐵道

35°53′26.9340″N 139°37′43.1616″E / 35.890815000°N 139.628656000°E